# Nerpio (kommunhuvudort)
Nerpio är en kommunhuvudort i Spanien.   Den ligger i provinsen Provincia de Albacete och regionen Kastilien-La Mancha, i den sydöstra delen av landet, 280 km söder om huvudstaden Madrid. Nerpio ligger 1 078 meter över havet och antalet invånare är 1 655.
Terrängen runt Nerpio är huvudsakligen kuperad. Nerpio ligger nere i en dal. Runt Nerpio är det glesbefolkat, med 9 invånare per kvadratkilometer. Det finns inga andra samhällen i närheten. Omgivningarna runt Nerpio är i huvudsak ett öppet busklandskap.